# Такарликово
Такарликово (баш. Тәкәрлек) — село в Дюртюлинском районе Башкортостана, входит в состав Такарликовского сельсовета.

## История
Основано по договору о припуске между 1748 и 1762 годами тептярями на вотчинных землях башкир Ельдякской волости Казанской дороги. В начале XIX века здесь поселились мишари. В 1795 г. проживало 80 чел., в 1865 г. в 75 дворах — 558 человек. Занимались земледелием, скотоводством, плотничеством, распилом досок. Были мечеть, 2 училища, 2 водяные мельницы. В 1906 году зафиксированы мечеть, водяная мельница, бакалейная лавка, хлебозапасный магазин.

## Население
| 2002 | 2009 | 2010 |
| ---- | ---- | ---- |
| 246  | ↗286 | ↘255 |

Национальный состав
Согласно переписи 2002 года, преобладающие национальности — татары (58 %), башкиры (41 %).

## Географическое положение
Расстояние до:
- районного центра (Дюртюли): 6 км,
- центра сельсовета (Иванаево): 4 км,
- ближайшей ж/д станции (Буздяк): 117 км.

## Инфраструктура
Сельскохозяйственный кооператив им. Р. Еникеева, фельдшерско-акушерский пункт, клуб.

## Религия
В селе есть мечеть.

## Известные уроженцы, жители
- Сайфуллин, Альзам Тухватуллинович — депутат Государственной думы второго созыва.